# Kipsigak
Kipsigak är en ort i distriktet Nandi i provinsen Rift Valley i Kenya, nära Kapsabet.